# وادي الكومة (قفل شمر)

تعديل مصدري - تعديل

وادي الكومة هي إحدى قرى عزلة المخلاف بمديرية قفل شمر التابعة لمحافظة حجة، بلغ تعداد سكانها 162 نسمة حسب تعداد اليمن لعام 2004.